# Raven of the Inner Palace
Raven of the Inner Palace (後宮の烏?, Kōkyū no karasu, lett. "Corvo del santuario interno") è una serie di light novel scritta da Kōko Shirakawa e illustrata da Ayuko. Venne pubblicata dal 20 aprile 2018 al 21 aprile 2022 dalla casa editrice Shueisha. Un adattamento anime, prodotto dallo studio Bandai Namco Pictures, è andato in onda dal 1º ottobre al 24 dicembre 2022.

## Trama
Nell'interno del palazzo risiede una consorte particolare chiamata Consorte del Corvo, che non svolge alcuna funzione per l'imperatore, nonostante il suo rango elevato. La sua vera età è oggetto di dibattito, poiché alcune persone la vedono come una vecchia, mentre altri la vedono come una giovane ragazza. Si narra che abbia abilità misteriose che le consentono di accogliere qualsiasi richiesta, dal lancio di maledizioni mortali alla ricerca di oggetti smarriti. L'imperatore attuale, Xia, decide di incontrare la Consorte del Corvo per sfruttare queste abilità, senza rendersi conto che il loro incontro avrà conseguenze fatali, provocando un tabù che avrà un impatto significativo sulla storia.

## Personaggi
Liu Shouxue (柳 寿雪?, Ryū Jusetsu)
Doppiata da: Saku Mizuno
Liu è la protagonista della serie. Jusetsu è descritta come una bella ragazza. Ha la pelle pallida e una struttura snella. Ha lunghi capelli neri legati in due anelli e fissati in posizione con ornamenti di giada e capelli dorati. Insieme a orecchini pendenti in giada e oro. È vestita di nero dalla testa ai piedi. La sua veste esterna è fatta di raso nero e ricamata con fiori e foglie, e la sua giacca è modellata con uccelli mangiatori di fiori. Ha pure uno scialle appeso alle spalle che è fatto di seta nera. Parla in un modo vecchio stile, che la fa sembrare arrogante. È una persona schietta e non ha paura di rimproverare le persone, anche se avevano più autorità di lei. Ha una mente acuta ed è una persona impaziente, preferendo fare le cose da sola invece di aspettare. Ha un forte senso della giustizia e non ignora le persone in difficoltà. Non le piacciono le persone che prendono in giro i fantasmi o li usano come intrattenimento.
Xia Gaojun (夏 高峻?, Ka Kōshun)
Doppiato da: Masaaki Mizunaka
Xia è l'attuale imperatore del paese di Shou. È di alta statura. Ha i capelli neri corti e gli occhi scuri. Si dice che abbia ereditato il suo bell'aspetto da sua madre, che era nota per essere una grande bellezza. Xia è un uomo serio il cui volto raramente mostra ciò che sta realmente pensando o sentendo. Odia infrangere le usanze e crede nel seguire la legge e il giusto processo in tutte le cose. Apprezza la ragione e la logica e crede che l'onore e la rettitudine debbano persistere a prescindere. È bravo a trovare modi per convincere le persone a fare ciò che vuole. Nonostante sembri calmo e stoico all'esterno, Xia mantiene i suoi sentimenti intensi all'interno.
Wei Qing (衛青?, Ei Sei)
Doppiato da: Taku Yashiro
Wei è un eunuco che serve come assistente dell'imperatore Xia. Wei è un giovane dai capelli scuri. Poiché è un eunuco, ha una voce alta e una grande bellezza. Wei è profondamente fedele a Xia e, nonostante a volte metta in discussione le sue decisioni, generalmente segue ovunque vada. Non tollera la mancanza di rispetto per Xia. Wei incontrò Xia quando quest'ultimo aveva dieci anni e fu subito nominato suo attendente. Quando Xia fu deposto come principe ereditario, Wei rimase un alleato nascosto per lui durante quel periodo.
Jiu-jiu (九九?)
Doppiata da: Marika Kōno
Jiu-jiu è una assistente di Liu. È una ragazza di piccola statura e indossa un abito rosa e giallo. Jiujiu sembra una ragazza tranquilla, ma in realtà è molto loquace e curiosa. Lei è allegra e diretta. Le piace spettegolare e ascoltare storie, in particolare sul palazzo interno. Sembra essere debole alla pressione e non le piace ascoltare storie spaventose.
Wen Ying (温螢?, On Kei)
Doppiata da: Nobunaga Shimazaki
Wen Ying è un eunuco a cui Wei Qing ordina di servire come guardia del corpo di Liu. Wen è descritto come un bell'uomo con occhi a mandorla e monolidi. Ha un fisico snello. Ha una cicatrice orizzontale dritta sulla guancia.
Dan Hai (淡海?, Tan Kai)
Doppiato da: Nobuhiko Okamoto
Dan è un altro assistente dell'imperatore. Indossa un abito blu con una cintura blu scuro. Agisce come il suo emissario esterno per scrutare e ascoltare attentamente ciò che accade al di fuori delle mura del palazzo reale. Di solito appare calmo e disteso, ma dimostra di essere altamente capace e professionale nell'eseguire i suoi compiti.
Yisiha (衣斯哈?, Ishiha)
Doppiato da: Mana Hirata
Ishiha è un ragazzino basso che sembra avere circa dieci anni. Ha la pelle abbronzata e le lentiggini. Indossa le vesti grigio pallido di un eunuco.
Yun Huaniang (雲花娘?, Un Kajō)
Doppiata da: Reina Ueda
Yun è conosciuta come la "Principessa dei Fiori" ed è la seconda consorte del Palazzo Yuanqian, con il compito di supervisionare la gestione del palazzo interno. Indossa una veste blu con una scialle rosa sulle braccia. Ha incontrato Liu quando quest'ultima aveva bisogno di aiuto per un caso legato al suo amante e, da allora, le due si considerano come sorelle.

## Media

### Light novel
La serie è iniziata con la serializzazione da parte della casa editrice Shueisha sotto l'etichetta Shueisha Orange Bunko pubblicando il primo volume tankobon il 20 aprile 2018 e l'ultimo il 21 aprile 2022. Sono stati pubblicati un totale di sette volumi.

#### Volumi[3]
| Nº | Data di prima pubblicazione | Data di prima pubblicazione | Data di prima pubblicazione |
| Nº | Giapponese                  | Giapponese                  |                             |
| -- | --------------------------- | --------------------------- | --------------------------- |
| 1  | 20 aprile 2018              | ISBN 978-4-08-680188-1      |                             |
| 2  | 18 dicembre 2018            | ISBN 978-4-08-680225-3      |                             |
| 3  | 21 agosto 2019              | ISBN 978-4-08-680267-3      |                             |
| 4  | 17 aprile 2020              | ISBN 978-4-08-680314-4      |                             |
| 5  | 18 dicembre 2020            | ISBN 978-4-08-680353-3      |                             |
| 6  | 20 agosto 2021              | ISBN 978-4-08-680400-4      |                             |
| 7  | 21 aprile 2022              | ISBN 978-4-08-680441-7      |                             |

### Anime
Il 14 dicembre 2021 è stato annunciato un adattamento anime. La serie è stata prodotta dallo studio Bandai Namco Pictures e diretta da Chizuru Miyawaki, con Satomi Ooshima che si è occupato della composizione della serie, Shinji Takeuchi che si è occupato del character design e Asami Tachibana della colonna sonora. È andato in onda dal 1º ottobre al 24 dicembre 2022 sulle reti Tokyo MX, GYT, GTV, BS11 e KTV. La sigla di apertura è "Mysterious" del gruppo Queen Bee, mentre la sigla di chiusura è "Natsu no Yuki" (夏の雪, "Summer Snow") di Krage. In Italia, la serie venne trasmessa in versione sottotitolata su Crunchyroll, così come nel resto del mondo.

#### Episodi
| Nº | Titolo italiano Giapponese 「Kanji」 - Rōmaji                                              | In onda          | In onda |
| Nº | Titolo italiano Giapponese 「Kanji」 - Rōmaji                                              | Giapponese       |         |
| 1  | L'orecchino di giada, parte 1 「翡翠 [ひすい] の耳飾り 前篇」 - Hisui no mimikazari zenpen | 1º ottobre 2022  |         |
| 2  | L'orecchino di giada, parte 2 「翡翠の耳飾り 後篇」 - Hisui no mimikazari kōhen            | 8 ottobre 2022   |         |
| 3  | Flauto di fiori 「花笛」 - Hanabue                                                         | 15 ottobre 2022  |         |
| 4  | La principessa allodola 「雲雀公主」 - Hibari kōshu                                        | 22 ottobre 2022  |         |
| 5  | Braccio destro 「懐刀」 - Futokorogatana                                                   | 29 ottobre 2022  |         |
| 6  | Re dell'estate, re dell'inverno 「夏の王、冬の王」 - Natsu no ō, fuyu no ō                 | 5 novembre 2022  |         |
| 7  | Preghiera di quarzo 「玻璃に祈る」 - Hari ni inoru                                         | 12 novembre 2022 |         |
| 8  | Rondine blu 「青燕」 - Seien                                                               | 19 novembre 2022 |         |
| 9  | La voce dell'acqua 「水の聲」 - Mizu no koe                                                | 26 novembre 2022 |         |
| 10 | L'uomo mascherato 「仮面の男」 - Kamen no otoko                                            | 3 dicembre 2022  |         |
| 11 | Preparazione 「布石」 - Fuseki                                                             | 10 dicembre 2022 |         |
| 12 | Fratello e sorella 「兄妹」 - Kyōdai                                                       | 17 dicembre 2022 |         |
| 13 | Incenso xiangfu 「想夫香」 - Sōfukō                                                        | 24 dicembre 2022 |         |